# Арчар (село)
Арчар (болг. Арчар) — село в Болгарии. Находится в Видинской области, входит в общину Димово. Население составляет 2768 человек.

## История
В древности известен под названием Ратиария (лат. Ratiaria). В III—IV вв. н. э. являлся местом расположения римского легиона — XIII Сдвоенного.

## Политическая ситуация
В местном кметстве Арчар, в состав которого входит Арчар, должность кмета (старосты) исполняет Емил Цветанов Георгиев (Болгарская социал-демократия (БСД)) по результатам выборов.
Кмет (мэр) общины Димово — Тодор Илиев Тодоров (коалиция в составе 2 партий; Болгарская социалистическая партия (БСП), Движение за права и свободы (ДПС)) по результатам выборов.